# Marcel (duc de Numídia)
Marcel (en llatí: Marcellus  m.536) va ser un oficial de l'exèrcit romà d'Orient del segle VI, actiu durant el regnat de l'emperador Justinià I (r. 527–565) a l'Orient i Àfrica. Va participar en l'expedició liderada per Belisari que va conquerir el Regne Vàndal i després d'això va romandre sota ordres de Salomó com a dux de la Numídia.

## Vida

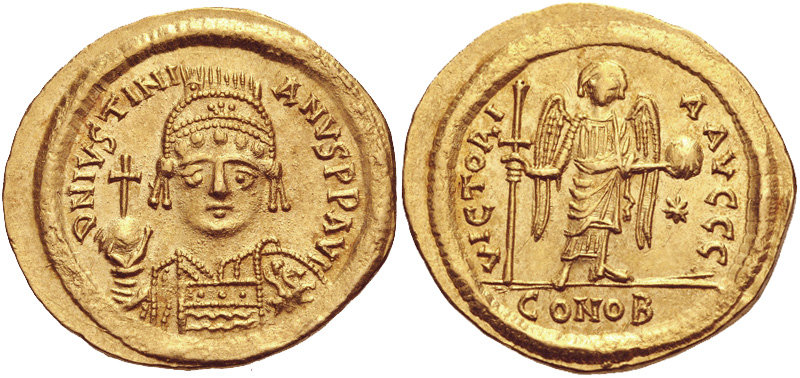
Sòlid de Justinià I (r. 527–565)

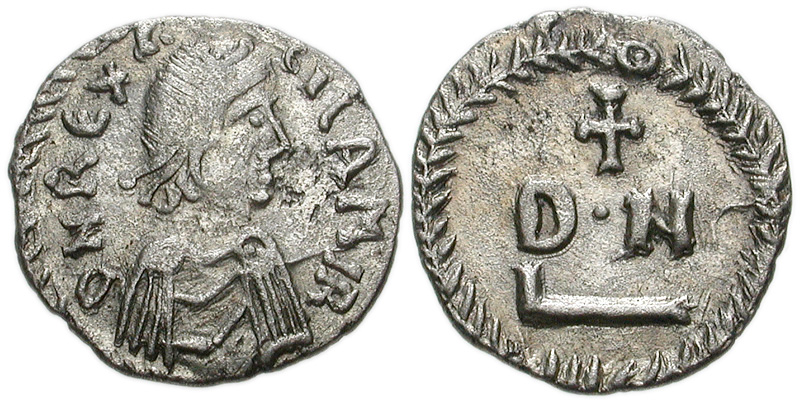
Denari de Gelimer (r. 530–534)

L'any 530, va ser un dels comandants de la cavalleria ubicada a l'ala dreta de l'exèrcit romà, dirigit per Belisari, a la Batalla de Dara; els altres oficials eren Cirili, Doroteu, Germà i Joan. L'any 533, va ser un dels nou comandants dels federats, liderats per Belisari, a l'expedició contra el Regne Vàndal. Encara que citat solament una vegada per Procopi durant l'expedició, es creu que hi va participar durant tota la campanya. A la batalla de Tricamàrum del mateix any, va comandar, al costat dels altres oficials dels federats, la cavalleria de l'ala esquerra; tal vegada va estar entre els oficials perseguits per Gelimer durant la batalla de Cartago del mateix any.
Un cop Belisari deixa Àfrica el 534, va romandre sota ordres de Salomó com un dels comandants dels federats de la Numídia al costat de Cirili. Cap al 536, va ser nomenat dux de la Numídia, un càrrec creat el 534 després de la conquesta d'Àfrica. A l'estiu del 536, quan va saber que el rebel Estotzes estava amb les seves tropes en Gadiaufala, va agrupar el seu exèrcit i va marxar contra l'enemic. Allà, Estotzes va convèncer les seves tropes perquè s'unissin a ell, i els oficials van ser forçats a buscar refugi a una església propera, a la qual van arribar després Estotzes. Aquest va prometre perdonar-los. Un cop es van rendir van ser executats.